# Hôpital Foch

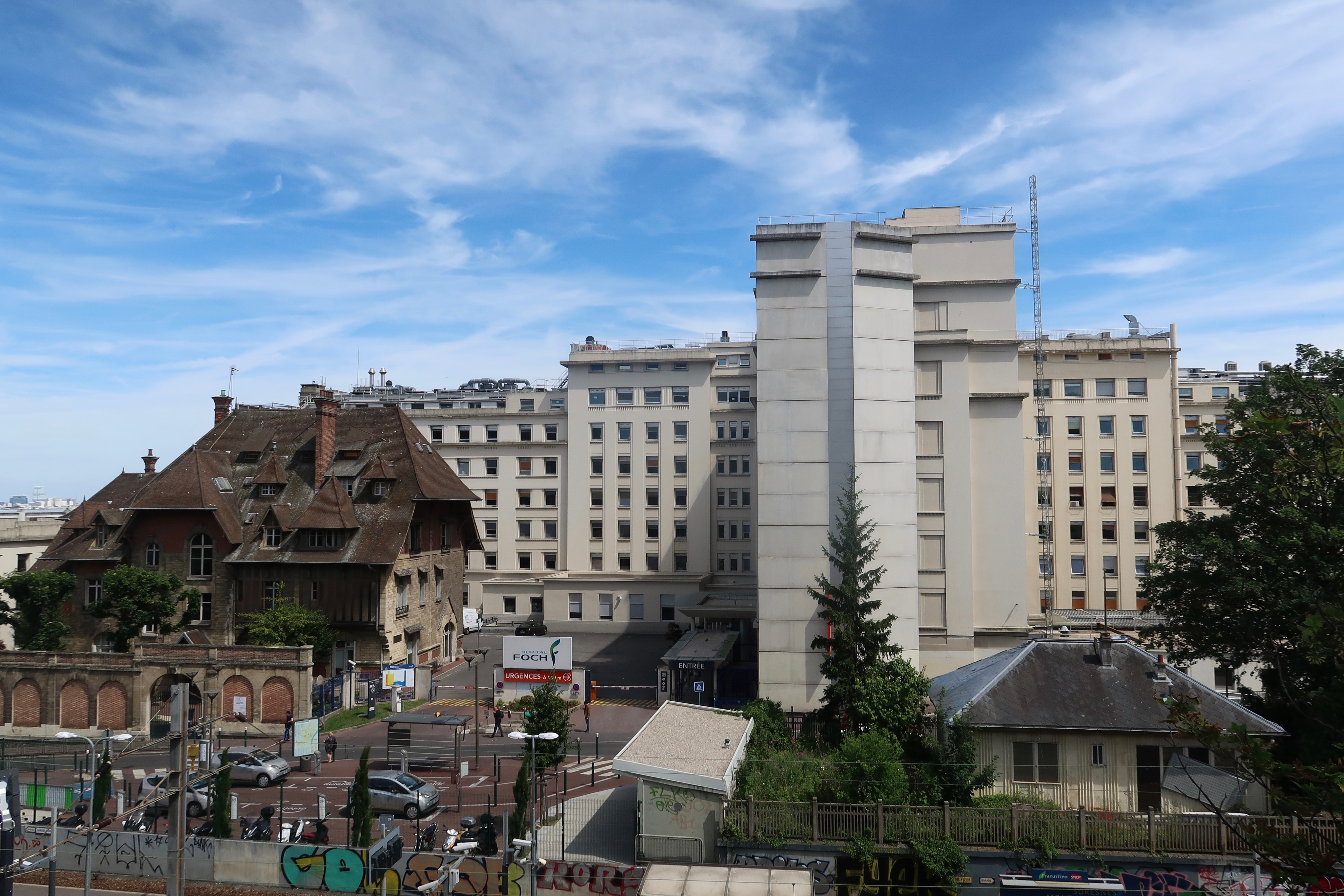
Hôpital Foch

Hôpital Foch este un spital universitar renumit în lumea întreagă, aflat în Suresnes, Franța. Parte a Établissement de santé privé d'intérêt collectif și spital universitar aparținând de Universitatea Versailles, este unul dintre cele mai mari spitale din Europa.
A fost înființat în 1929.